# Ivo Trumbić
Ivo Trumbić (ur. 2 kwietnia 1935 w Splicie, zm. 12 marca 2021 w Zagrzebiu) – jugosłowiański i chorwacki piłkarz wodny. W barwach Jugosławii dwukrotny medalista olimpijski.

## Kariera sportowa
Mierzący 197 cm wzrostu zawodnik w 1964 w Tokio wspólnie z kolegami zajął drugie miejsce. Cztery lata później znalazł się wśród mistrzów olimpijskich. Na dwóch turniejach rozegrał 15 spotkań i strzelił 11 bramek. Dwukrotnie był brązowym medalistą mistrzostw Europy (1962 i 1966).